# بخش ازنامنسکی، استان تامبوف
بخش ازنامنسکی، استان تامبوف (به لاتین: Znamensky District, Tambov Oblast) یک سکونتگاه مسکونی در روسیه است که در استان تامبوف واقع شده‌است.